# Пещера Братьев Греве
Пещера Братьев Гре́ве — пещера, расположенная в Сокольих горах, между Коптевым и Студёным оврагами на берегу реки Волги в черте города Самары.
Своё название пещера получила по имени братьев — сыновей самарского аптекаря Греве. Леопольд Андреевич Греве был самарским врачом, провизором, фармацевтом. «Его сыновья Роберт и Рудольф  в 1904 году, путешествуя по Сокольим горам, наткнулись на вход в пещеру и поступили так, как велело сердце, т. е. оставили памятную надпись о своём пребывании.». Пещера является памятником природы регионального значения (статус памятника природы утверждён решением Куйбышевского облисполкома от 25.09.1967 г. № 566).
Длиннейшая пещера в известняках Самарской области: протяжённость более 500 м, глубина 5,2 м, амплитуда 25 м.
Археологические исследования позволяют отнести пещеру к памятникам бронзового века вольско-лбищенского типа.